# Démographie des anciennes colonies israéliennes de la bande de Gaza
Statistiques relatives à la population dans les colonies israéliennes de la Bande de Gaza avant l'évacuation unilatérale de 2005.
| Colonie israélienne | Population en 2001*** | Population en 2000** | Population en 1999* | Date d'implantation |
| ------------------- | --------------------- | -------------------- | ------------------- | ------------------- |
| Bedolah             | 180                   | 184                  | 197                 | 1982/1986+          |
| Bene Azmon          | 547                   | 497                  | 475                 | 1979                |
| Dugit               | 66                    | 61                   | 53                  | 1990*               |
| Ele Sinai           | 344                   | 334                  | 324                 | 1982                |
| Gadid               | 272                   | 289                  | 259                 | 1982                |
| Gan Or              | 269                   | 267                  | 261                 | 1982/1983+          |
| Ganei Tal           | 279                   | 287                  | 277                 | 1979/1977+          |
| Katif               | 329                   | 317                  | 296                 | 1978                |
| Kfar Darom          | 276                   | 244                  | 242                 | 1970/1990+          |
| Kfar Yam            | N/A                   | N/A                  | N/A                 | N/A                 |
| Morag               | 151                   | 146                  | 142                 | 1982/1987/1972      |
| Netzarim            | 386                   | 347                  | 297                 | 1980/1992/1972      |
| Neveh Dekalim       | 2,370                 | 2,280                | 2,230               | 1982/1983/1980      |
| Netzar Hazzani      | 314                   | 312                  | 301                 | 1973/1977+          |
| Nisanit             | 932                   | 874                  | 750                 | 1985/1984/1982      |
| Pe'at Sadeh         | 110                   | 110                  | 106                 | 1989*               |
| Rafiah Yam          | 134                   | 129                  | 127                 | 1984                |
| Total:              | 6 959                 | 6 678                | 6 337               |                     |

Sources des statistiques
1. * Source: List of Localities: Population and Codes, 31.12.1999. Israël Central Bureau of Statistics, 2000.
2. ** Source: List of Localities: Population and Codes, 31.12.2000.Israël Central Bureau of Statistics, 2001.
3. *** Source: Peace Now Settlement Watch , 31.12.2001

Sources des dates d'implantation des colonies
1. La première date est donnée à partir des données de la division Implantation de l'Organisation Sioniste Mondiale.
2. La seconde date est donnée par le conseil Yesha des communautés juives de Judée-Samarie et de Gaza.
3. La troisième date est faite partir des décomptes du mouvement " Archav Shalom " - en français , La paix maintenant.